# Jaime Rodrigues
Jaime Nharimue Rodrigues (ur. 6 czerwca 1955) – mozambicki lekkoatleta.
Dwukrotnie brał udział w biegu na 400 metrów na Letnich Igrzyskach Olimpijskich 1988, zajmując 6. miejsce w swym biegu eliminacyjnym i 1992, kończąc zawody na 7. pozycji w swoim przedbiegu.